# Paul Sievert
Paul Sievert (ur. 7 sierpnia 1895 w Berlinie, zm. 18 grudnia 1988 tamże) – niemiecki lekkoatleta, chodziarz.
Podczas igrzysk olimpijskich w Los Angeles (1932) zajął 6. miejsce w chodzie na 50 kilometrów z czasem 5:16:41.
Pierwszy oficjalny rekordzista świata w chodzie na 50 kilometrów: 4:34:03 (5 października 1924, Monachium).
Dziewięciokrotnie stawał na podium mistrzostw Niemiec: osiem medali na 50 kilometrów (złoto w 1924, 1925 i 1933; srebro w 1926, 1927, 1929 i 1932 oraz brąz w 1931) i srebro w chodzie na 20 kilometrów (1933).

## Rekordy życiowe
- Chód na 50 kilometrów – 4:34:03 (1924)